# Katedra w Ani
Katedra Matki Bożej w Ani (orm. Անիի Մայր Տաճար, wymowa: Anii Mayr Tačar; tur. Ani Ermeni Katedralı) – była główną świątynią Ani w czasach Bagratydów i siedzibą Katolikosa Wielkiego Domu Cylicyjskiego (w latach 992–1058). Zbudowana na przełomie X i XI wieku, zniszczona przez kolejne trzęsienia ziemi, zachowała się w formie ruiny. Znajduje się obecnie na terytorium wschodniej Turcji, przy granicy z Armenią.
Katedra w Ani jest powszechnie uważana za czołowy przykład ormiańskiej architektury sakralnej z jej początkowego okresu. Jako centralny pomnik strefy archeologicznej w Ani jest też znaczącym miejscem badania pochodzenia wielu gotyckich motywów architektonicznych.

## Historia
Położona w pobliżu południowego skraju miasta Ani okazała, zachowana w stanie ruiny katedra, była największym i najważniejszym budynkiem w dawnej stolicy Armenii. Jest ona konstrukcją o światowym znaczeniu architektonicznym. Według różnych źródeł i napisów jej budowa rozpoczęła się w roku 989 za rządów króla Smbata II i zakończyła w roku 1001 (lub 1010, w zależności od odczytu napisu) na rozkaz królowej Katranideh (Katarzyny), żony króla Gagika I. Budowniczym katedry był Trdat, jeden z najbardziej znanych architektów średniowiecznej Armenii. W 1064 roku Ani zostało zdobyte i splądrowane przez Turków Seldżuckich, a jeden ze zwycięskich wojowników wspiął się na dach katedry i strącił duży krzyż, wieńczący stożkowy dach jej kopuły. Katedra została następnie przekształcona w meczet i przemianowana na Fethiye Camisi (Meczet Zwycięstwa). W 1124 roku katedra powróciła do chrześcijan, a według zachowanej inskrypcji na początku XIII wieku dokonano jej renowacji. W 1319 roku w wyniku trzęsienia ziemi została uszkodzona jej kopuła i od tamtego czasu budowla pozostaje nieużytkowana. W 1832 roku w wyniku kolejnego trzęsienia ziemi zawaliły się pozostałości podtrzymującego kopułę bębna, natomiast katastrofalne w skutkach trzęsienie ziemi z 1988 roku spowodowało uszkodzenia obu narożników zachodnich. Po 1998 roku częściowo runął dach świątyni, a w latach 2000−2001, w wyniku eksplozji dokonywanych w pobliskich kamieniołomach, nastąpiły dalsze zniszczenia, w tym uszkodzenie fasady zachodniej i ryzyko jej runięcia.

## Architektura

### Wygląd zewnętrzny

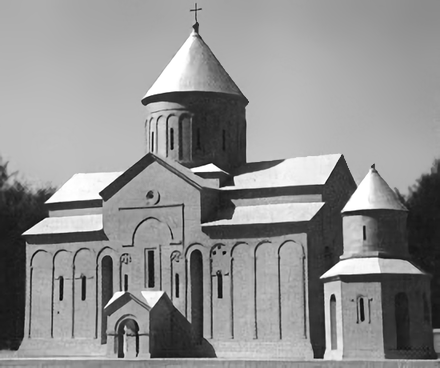
Model katedry autorstwa Torosa Toramaniana

Katedra w Ani to trzynawowa bazylika oparta na planie centralnym z kopułą. Typ kopułowej bazyliki, stanowiącej podstawę anijskiej katedry, ustalił się w VII wieku. Jej twórca, architekt Trdat, wzorował się na świątyni w Zwartnoc. Budynek katedry jest poważnie uszkodzony przy wejściach i w narożniku północno-zachodnim. Nieistniejąca obecnie kopuła była wsparta na czterech wielkich filarach i dużych, lekko ostrołukowych arkadach. Ściany zewnętrzne mają artykulację pionową dzięki rzędom małych, ślepych arkad flankowanych wysokimi półkolumnami. Ich rytm jest przerwany poprzez wyższy i większy łuk odpowiadając centralnej części kościoła. Dwie głębokie trójkątne nisze wycięte nie tylko w apsydzie, ale również na wielkich ścianach, odpowiadają położeniu kopuły. 
Znajdujące się w ścianach: północnej, południowej i zachodniej wejścia były tradycyjnie przeznaczone kolejno dla patriarchy, króla i wiernych. Wejścia te przypuszczalnie były poprzedzone gankami mającymi formę sklepionych baldachimów, wspartych na wolnostojących słupach.

### Wnętrze

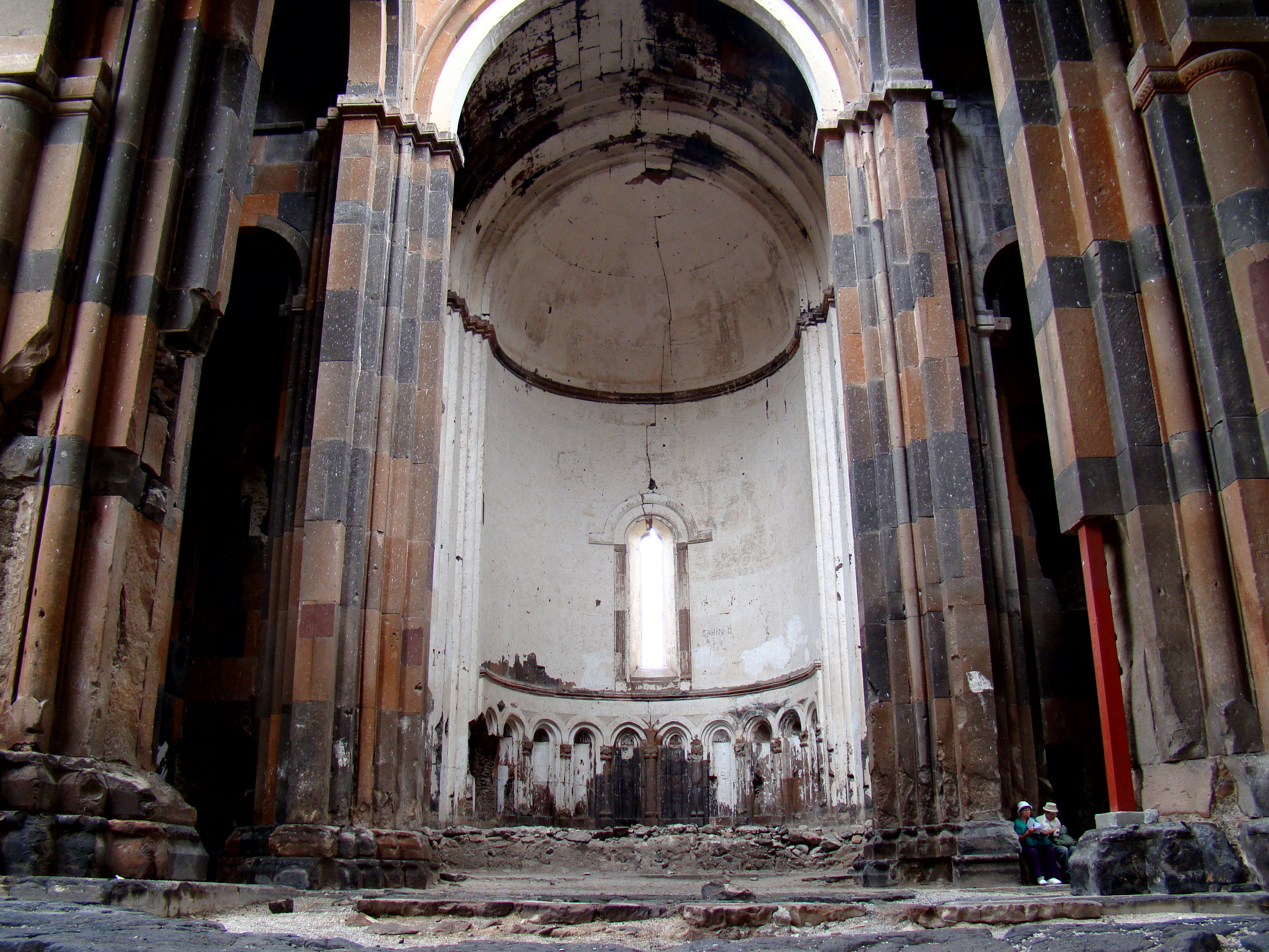
Wnętrze katedry

Wnętrze katedry jest wysokie i raczej mroczne, co było zamierzeniem jej budowniczych. Ponieważ apsyda i flankujące ją pomieszczenia boczne stanowią około jednej czwartej wewnętrznej przestrzeni, sklepienia na wschód od kopuły są znacznie krótsze niż te po stronie zachodniej. Cztery masywne, połączone w grupy filary w prostokątnej nawie wspierały zarówno kopułę jak i łuki podtrzymujące dach. Sklepienia beczkowe wzdłuż osi wschód-zachód i północ-południe są prawie tak samo wysokie, jak podstawa bębna i są zamarkowane na zewnątrz przez dwa przecinające się, dwuspadowe dachy. Zewnętrzna elewacja przestronnej, zadaszonej apsydy ma formę okna umieszczonego pomiędzy dwoma głębokimi wnękami. Kaplica w apsydzie, położona wyżej niż posadzka w pozostałej części świątyni, składa się z dziesięciu półkolistych wnęk zawierających miejsca do siedzenia. Po obu stronach kaplicy znajdują się dwukondygnacyjne pomieszczenia, na których piętra prowadzą z prezbiterium wąskie schody.

## Katedra przedmiotem zainteresowania World Monuments Fund

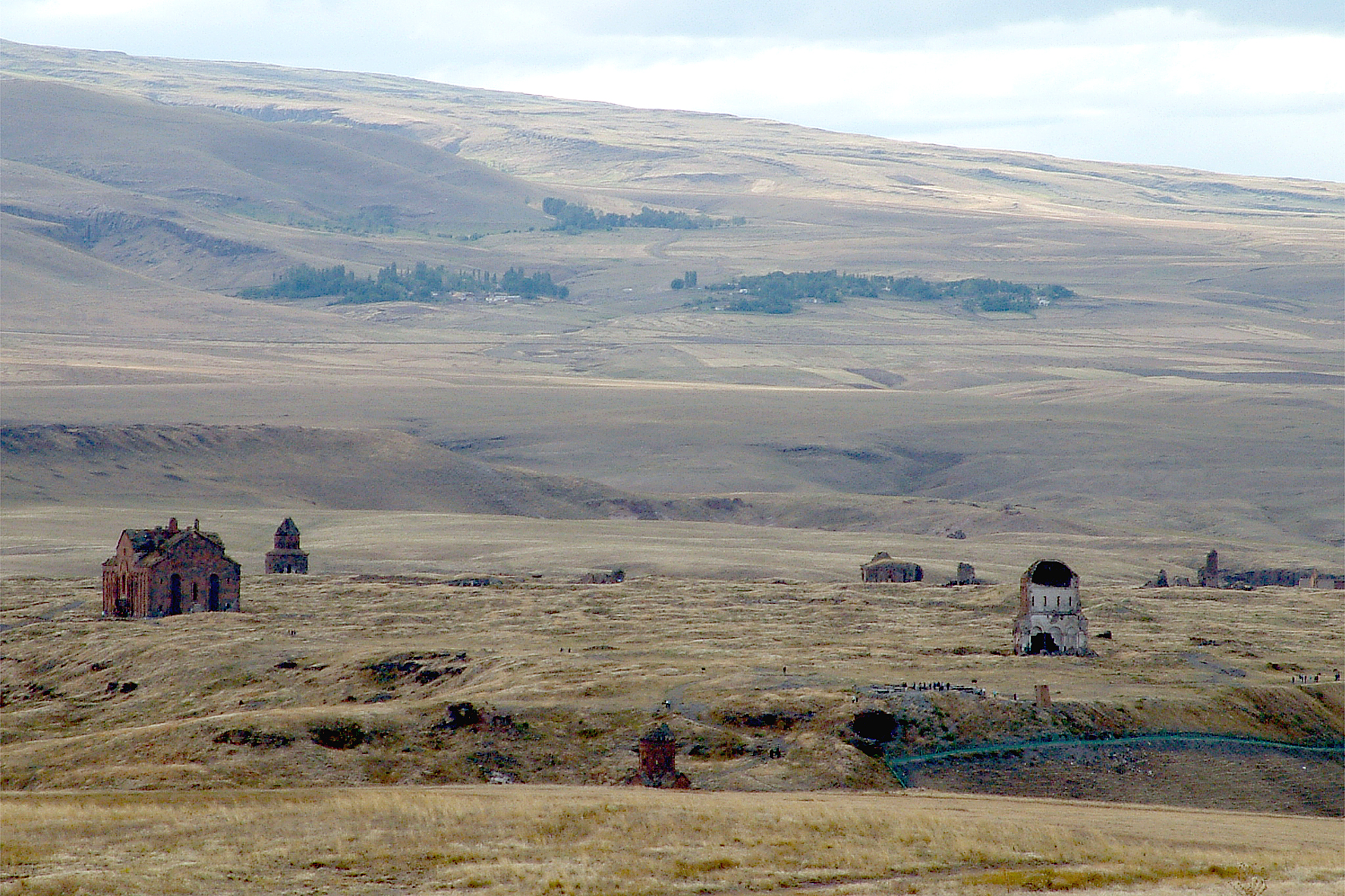
Widok na ruiny Ani od strony Armenii. Katedra pierwsza od lewej

Katedra jest położona w samym sercu strefy archeologicznej w Ani i jest jedną z jej najbardziej imponujących ruin. Powszechnie uważana za czołowy przykład ormiańskiej architektury sakralnej z jej początkowego okresu jest też często traktowana jako źródło inspiracji dla wielu kluczowych motywów architektury gotyckiej, która ponad wiek później stała się dominującym stylem architektonicznym w Europie Zachodniej. Pomimo stanu, w jakim się znajduje, jest arcydziełem średniowiecznej architektury ormiańskiej. Stan zachowania katedry stał się przedmiotem międzynarodowego zainteresowania w 1996 roku, kiedy strefa archeologiczna Ani została umieszczona na inauguracyjnej liście obserwacyjnej World Monuments Watch, prowadzonej przez fundację World Monuments Fund. Wizje lokalne w terenie prowadzone były w 1996 i 1998 roku, w efekcie czego w kolejnych latach powstała dokumentacja obiektu i jego analiza. Rosnące zainteresowanie podjęciem prac konserwatorskich doprowadziło w roku 2009 do porozumienia z władzami tureckimi, mającym na celu wypracowanie wstępnego planu pełniejszej stabilizacji i ochrony katedry. WMF w ciągu najbliższych kilku lat będzie pracować nad tym projektem z lokalnym partnerem, Anadolu Kültürem. W końcowej fazie programu znajdą się takie zagadnienia jak: promocja historycznego i kulturowego znaczenia katedry w świadomości społecznej, jej prezentacja jako zabytku w jego kulturowym krajobrazie i poprawa dostępności strefy archeologicznej dla turystów.
W lutym 2014 uruchomiono stronę pozwalającą na wirtualne zwiedzanie katedry.